# Rhett Titus
Everett Lawrence Titus (nascido em 15 de setembro de 1987) é um lutador americano de wrestling profissional, mais conhecido pelo seu nome no ringue de Rhett Titus. Um aluno da ROH Wrestling Academy, Tito vem competindo pela Ring of Honor (ROH), bem como várias promoções independentes desde 2006. Ele é um ex-campeão mundial de duplas da ROH juntamente com Kenny King.

## No wrestling
- Movimentos de finalização
  - Frog splash[2]
  - Muff Driver (Crucifix powerbomb)[2]
  - Inverted overdrive[5]

- Movimentos secundários
  - Sex-Factor (Sitout facebuster, às vezes a partir da corda superior)[6]
  - Thrust Buster[3] (Leapfrog transferido para um leg drop bulldog)[7][8]

- Com Kenny King
  - Movimentos de finalização da dupla
    - One Night Stand (Combinação Powerbomb (Titus) / Diving neckbreaker (King))[2]

- Gerentes
  - Heartbreak Enterprises[9]

- Alcunhas
  - "Addicted to Love"[2][4]
  - "Rhettski the Jetski"[10]
  - "The Sexiest Man Alive"[1]
  - "Ruthless"[11]

## Campeonatos e prêmios
- Force One Pro Wrestling
  - NWA Force 1 Heritage Championship (1 vez)

- Full Impact Pro
  - FIP Florida Heritage Championship (1 vez)[3][12]

- National Wrestling Superstars
  - NWS Jersey Shore Championship (1 vez)[3]
  - NWS Jersey Junior Heavyweight Championship (1 vez)[3]
  - Chris Candido Memorial J-Cup Tournament (2008)[3]
  - WSU/NWS King and Queen of the Ring (2008)  – com Nikki Roxx[3]

- Pro Wrestling Illustrated
  - PWI classificou-o em #98 dos 500 melhores lutadores individuais na PWI 500 em 2012[13]

- Ring of Honor
  - ROH Top of the Class Trophy (1 vez)[3][12]
  - ROH World Tag Team Championship (1 vez) – com Kenny King[14]